# Nen ric
Nen ric (títol original en anglès: Richie Rich) és una pel·lícula estatunidenca del 1994, és una adaptació del Harvey Comics del personatge de còmic Richie Rich. És dirigida per Donald Petrie i produïda per Joel Silver i John Davis. Protagonitzada per Macaulay Culkin en la qual interpreta al fill d'una família rica a qui li falten amics de la seva edat. En aquesta pel·lícula, a més, la seva família i riquesa es veuran amenaçades per uns lladres. El 1998 van fer una segona pel·lícula Richie Rich's Christmas Wish. La pel·lícula va ser doblada al català.

## Argument
Richie Rich és el noi més ric del món, el fill d'un magnat amb una fortuna de més de 70 mil milions de dòlars, ell creu que amb els diners tot es pot comprar. Però Ricky només té al seu lleial majordom Herbert Cadbury com un company, perquè no té amics de la seva mateixa edat. Però ell creu que pot aconseguir la seva oportunitat quan, en la reobertura de la fàbrica "United Tools", recentment adquirida, es troba amb un grup de nens jugant al beisbol en un barri pobre de la ciutat. Desafortunadament, abans que ell pugui parlar amb ells, el seu guardaespatlles molt estricte, Ferguson, el deté agafant-lo de les espatlles, és allà quan diu que vol jugar, però Cadbury el salva. Cadbury li adverteix a Ferguson que si torna a agafar-lo bruscament, serà ell qui necessitarà protecció.
Un altre dia torna a tenir l'oportunitat de poder fer amics, però malgrat el seu intent aquests el rebutgen sense interès. A diferència de la majoria dels pares dels nens rics, el pare de Ricky, Ricardo, tracta de mantenir-se en contacte amb Ricky i passa temps amb el seu fill cada vegada que pot. Fins i tot li va demanar al científic de la família, el professor Keenbean, que inventés una màquina anomenada l'"Enllaç Rich" el qual assenyala la ubicació de Ricardo en qüestió de segons, de manera que Ricky pot parlar amb el seu pare cada vegada que aquest està de viatge de negocis. Mentrestant, el CFO d'Indústries Racó, Laurence Van Dough, té previst prendre la fortuna de la família, creient que aquesta s'emmagatzemava en la volta de la família, ja que Ricardo havia fet vagues referències sobre ella. Amb l'ajuda de Ferguson, que col·loca una bomba a l'avió de la família, que viatjarien a l'aniversari de la Reina Isabel II d'Anglaterra. Cadbury, en notar la tristesa del Ricky, li suggereix a la mare, Regina, que millor que el Ricky no viatge amb ells, ja que li havia preparat un cap de setmana de diversió amb els nens que estaven jugant a beisbol el dia de la inauguració. Aquest cap de setmana li permet Ricky guanyar l'amistat d'ells.
Gràcies a la nova invenció del professor Keenbean, una màquina que converteix l'olor en so, Ricardo s'assabenta a temps de la bomba, però no pot desfer-se'n abans que detoni. La bomba destrueix part de la cua de l'avió, enviant-los a l'oceà. No obstant això, Ricardo i Regina aconsegueixen sobreviure a l'impacte i es refugien en un pot salvavides. Convençuts que la família estava morta, Van Dough assumeix el poder de la corporació, i procedeix a tallar les contribucions de beneficència que feia la família. Això inclou el tancament de la recentment fàbrica reoberta United Tools. Això fa enfadar a Ricky, que procedeix a la seu de l'empresa i com a membre i hereu legal de la família que posseeix la majoria de les accions, assumeix la posició del seu pare com a President. La seva comprensió del negoci a una edat primerenca permet que es guanyi el respecte de la majoria dels directors de la companyia, així com una gran quantitat d'atenció per part de la premsa.
Van Dough, però, va veure això com un petit contratemps: com Ricky segueix sent menor d'edat, la seva habilitat per manejar el negoci es va veure limitat per les facultats que li atorga a algú que va ser capaç de donar-li a ell - és a dir, Cadbury. Cadbury és acusat per l'assassinat de Ricardo i Regina Racó i, per tant, és enviat a la presó, mentre, els altres empleats de la família són acomiadats per ordres de Van Dough. Ricky queda aïllat del món exterior i el deixa presoner a casa. No obstant això, Keenbean, que també havia estat amagat a la mansió, escolta Van Dogh i Ferguson tramant l'assassinat de Cadbury a la presó, i adverteix a Ricky, aquest li lliura un químic que pot trencar barrots d'acer, i aquest aconsegueix sortir de la mansió. Ricky assisteix a la presó a lliurar uns articles a Cadbury, on anava el químic en forma de pasta de dents. Després Cadbury rep els subministraments, i al bany és atacat per un home que només volia matar-lo. Cadbury aconsegueix reduir-lo a l'home i procedeix a escapar de la presó.
A continuació Ricky i Cadbury van a ajuntar-se amb els amics de Ricky que estan disposats a ajudar-los en el que sigui necessari per poder entrar a casa seva.
No obstant això, el dispositiu del Ricardo per comunicar-se a través de la màquina "Enllaç Rich" es trenca en l'accident, però finalment aconsegueix arreglar-lo i quan Ricky aconsegueix parlar amb el seu pare, el senyal és interceptat per Ferguson, que desconnectant el mòdem, deixant a Richie sense comunicació. Ricky, Cadbury i els seus amics decideixen anar a la mansió per poder contactar des de l'enllaç del seu dormitori, amb l'ajuda de Keenbean, aconsegueixen escapolir-se dels guàrdies i les càmeres de seguretat i Ricky arriba el seu dormitori, on s'adona que el senyal del seu pare mostrava que eren a la mansió. Ell se sorprèn en descobrir que els seus pares estaven en el seu dormitori, presoners de Van Dough. A punta de pistola, Van Dough força als pares a dir on era la volta de la família, en aquest instant li demana a Ferguson que s'ha emporti a Ricky i Cadbury per matar-los, també havien estat capturats els amics de Ricky. Tots ells són portats al laboratori de Keenbean i els fiquen en una màquina que era un invent que transformava les escombraries en qualsevol tipus d'articles per a la llar, amb la intenció de matar-los. Keenbean frustra pla de Ferguson, i aconsegueix salvar els nens. Ricky procedeix a prendre una bossa plena d'invencions de Keenbean per tal de salvar els seus pares.
Van Dough, juntament amb Ricardo i Regina van a la muntanya on hi ha un retrat en pedra de la família i lloc on hi havia la volta. Allà, Van Dough se sorprèn al trobar que en la volta només havia records de la família i res de diners. Exigint una explicació, Ricardo li explica que aquests són els seus veritables objectes de valor i els seus diners estava en els bancs, en mercat de valors, ja que simplement no valoren els diners. Desesperat per aconseguir els diners, tracta de disparar-los a Ricardo i Regina, però Ricky interfereix i frustra l'assassinat dels seus pares. Van Dough intenta disparar-li a Ricky, però la bala no li va fer res a Ricky, ja que aquest s'havia untat la roba amb un invent de Keenbean que era a prova de bales. La família procedeix a tancar la volta, tractant de deixar Van Dough tancat. La persecució finalment els porta a l'exterior de la muntanya, on són objecte d'atacs per part de Ferguson qui utilitza el làser que va ser utilitzat per modelar la muntanya amb les cares de família. Cadbury finalment aconsegueix desarmar Ferguson i se les arregla per mantenir la família amb seguretat, mentre que Van Dough queda penjant d'un peu a la muntanya. Encara Ricardo no li agrada acomiadar als seus empleats, li permet a Ricky acomiadar Van Dough, i posteriorment Van Dough i Ferguson són detinguts i acaben sent intendents en la mansió.

## Música
La banda sonora de la pel·lícula
| Núm. | Títol                      | Artista        | Durada |
| ---- | -------------------------- | -------------- | ------ |
| 1.   | «I Have a Son»             | Alan Silvestri | 5:30   |
| 2.   | «Suprise Guests»           | Alan Silvestri | 1:35   |
| 3.   | «Chief Executive Kid»      | Alan Silvestri | 3:30   |
| 4.   | «Access Terminated»        | Alan Silvestri | 2:10   |
| 5.   | «Something's Missing»      | Alan Silvestri | 1:40   |
| 6.   | «Cliffhangers»             | Alan Silvestri | 4:31   |
| 7.   | «Sandlotters Attack»       | Alan Silvestri | 4:30   |
| 8.   | «Bomb Surprise»            | Alan Silvestri | 2:02   |
| 9.   | «Bean Saves the Team»      | Alan Silvestri | 3:09   |
| 10.  | «Richest Kid in the World» | Alan Silvestri | 1:23   |

## Repartiment
| Actor               | Personatge                      | Doblatge al català |
| ------------------- | ------------------------------- | ------------------ |
| Macaulay Culkin     | Richie Rich                     | Vicky Martínez     |
| John Larroquette    | Lawrence Van Dough              | Toni Sevilla       |
| Edward Herrmann     | Richard Rich                    | Antoni Forteza     |
| Christine Ebersole  | Regina Rich                     | Aurora García      |
| Jonathan Hyde       | Herbert Arthur Runcible Cadbury | Joan Pera          |
| Michael Mcshane     | Professor Keenbean              | Jaume Lleal        |
| Chelcie Ross        | Ferguson                        | Domènech Farell    |
| Mariangela Pino     | Diane Pazinski                  | Neus Sendra        |
| Sthephi Lineburg    | Gloria Pazinski                 | Sílvia Gómez       |
| Michael Maccarone   | Tony                            | Mònica Padrós      |
| Joel Robinson       | Omar                            | Berta Cortés       |
| Claudia Schiffer    | Instructora d'Aerobic           | Lara Ullod         |
| Marilyn Dodds Frank | Rafaella                        | Roser Aldabó       |
| Matt Decaro         | Dave Walter                     | Miquel Bonet       |